# پوشتفلد
پوشتفلد (به آلمانی: Postfeld) یک شهر در آلمان است که در پلون واقع شده‌است. پوشتفلد ۴۸۱ نفر جمعیت دارد.